# SN 2004fw
SN 2004fw – supernowa typu Ia odkryta 6 listopada 2004 roku w galaktyce UGC 4633. W momencie odkrycia miała maksymalną jasność 18,30m.